# Герб Ровно
Герб Ро́вна (укр. Герб Рівного) — официальный символ города Ровно, административного центра Ровненской области Украины, утверждённый решением городского совета 29 декабря 1990 года.

## Описание
Внизу находится полоса зелёного цвета (приблизительно 1/6 площади) на которую своей основой опирается изображённая башня серебристого цвета с входами в неё с трёх сторон. Башня символизирует город Ровно, въезжали в который с трёх сторон (со стороны Клевани, Тучина и Здолбунова), а с четвёртой стороны в древности город омывался сравнительно полноводной речкой Устье, лазурный цвет — красоту и вечность, серебристый — чистоту, зелёный — надежду и радость.

## История
Герб города Ровна — древний. Точная дата его создания и первого использования неизвестно. Неизвестен также и его автор. В последней четверти XVIII века после вхождения Правобережной Украины, а в её составе и Волыни, в состав Российской империи он был утверждён как герб уездного центра тогдашней Волынской губернии. Приживался этот герб в Ровне до сентября 1939 года. Герб является символом городского самоуправления, который знаменует предание городу определённых прав.

### Герб 1642 года
Из геральдических словарей стало известно, что на гербе Лелива — шестиконечная звезда золотого цвета, под которой на голубом поле находится золотой полумесяц рогами вверх. Лелива была характерным признаком многих славянских народов, составляет герб Ирлии, а также многих польских, украинских, русских и белорусских родов. Она также входила в состав герба князей Острожских. Из истории Ровна известно, что в 1642 году он принадлежал Замойским. Владелица города Екатерина Замойская, происходила из рода Острожских, была дочкой Александра и внучкой Константина (Василия) Константиновича Острожских. Поэтому естественно, бывшая часть герба Острожских Лелива, стала символом на печати Ровна.

### Герб периода Российской империи
Герб был утверждён 22 января 1796 года. В верхней части находилось изображение герба Новгорода-Волынского, а в нижней изображение трое серебристых ворот объединённых башней символизировавших въезд в город с трёх сторон.

### Проект Бориса Кёне
В 1857 году Борис Кёне разработал проект нового герба города: в лазурном поле изображены три соединённых серебристых башни с открытыми воротами. В свободной части герба находился герб Волынской губернии. Щит был увенчан серебряной городской короной с тремя башнями и обрамленный двумя золотыми колосьями, обвитыми Александровской лентой. Но так и не был утверждён.

### Советский герб
27 марта 1969 года решением горисполкома был утверждён новый герб города: в верхнем (синем) поле щита изображены половина шестерёнки, раскрытая книга и реторта, а в нижнем (зелёном) — синий цветок льна.
Авторы проекта: В. Герасименко, В. Дзивак и О. Кузьмич.